# Tường thành Visby
Tường thành Visby (tiếng Thụy Điển: Visby ringmur, đôi khi Visby stadsmur) là một bức tường phòng thủ thời trung cổ bao quanh thị trấn Visby của Thụy Điển trên đảo Gotland. Là bức tường thành phố thời trung cổ mạnh nhất, rộng nhất và được bảo tồn tốt nhất ở Scandinavia, bức tường tạo thành một phần quan trọng và không thể thiếu của Di sản Thế giới Visby.
Được xây dựng trong hai giai đoạn trong thế kỷ 13 và 14, khoảng 3,44 km (2,14 mi) tường thành so với độ dài tường gốc 3,6 km (2,2 mi) vẫn đứng vững tới ngày nay. Trong số 29 tháp lớn và 22 tháp nhỏ hơn, vẫn còn 27 tháp lớn và 9 tháp nhỏ. Một số ngôi nhà có trước bức tường được kết hợp bên trong nó trong một trong hai giai đoạn xây dựng. Trong thế kỷ 18, các công sự đã được thêm vào tường ở một số nơi và một số tòa tháp được xây dựng lại để chứa pháo.

## Lịch sử
Phần cổ nhất của bức tường thành phố là một tòa tháp phòng thủ, ngày nay được gọi là Kruttornet (Tháp thuốc súng), được xây dựng tại lối vào cảng vào thế kỷ thứ 12, khiến nó trở thành tòa nhà phi tôn giáo lâu đời nhất còn tồn tại ở các quốc gia Bắc Âu. Mãi đến những năm 1270 và 1280, việc xây dựng một tuyến phòng thủ thích hợp cho thị trấn Visby bắt đầu, với việc xây dựng bức tường đối diện với đất liền. Bức tường đầu tiên này dài khoảng 5 đến 6 mét (16 đến 20 ft)   cao. Ở phía thị trấn, bức tường có một bục cao dành cho các cung thủ với các lỗ mở cách đều đặn để bắn mũi tên trong khi giữa các khe hẹp có các mũi tên. Theo các kiểm tra về dendrochronological, Österport (Cổng phía Đông) được xây dựng không sớm hơn 1286, tiếp theo là hai trong k. 1289: Norderport (Cổng phía Bắc) và 1294 Snäckgärdsporten (Cổng Snäckgärds). Khoảng những năm 1290 và đầu những năm 1300, khoảng 20 tòa tháp lớn đã được thêm vào giữa các cổng.
Việc xây dựng bức tường có lẽ liên quan đến xung đột nảy sinh giữa thị trấn Visby và hội nghị Gotland, dẫn đến một cuộc nội chiến trên đảo này vào năm 1288. Một phần của bức tường phía đông Kvarntornet (Tháp Mill) đã bị san bằng có thể có từ ngày bắt đầu cuộc chiến này, khi Visby bị chiếm và bị cướp bóc.
Xây dựng các bức tường thành phố là không bình thường ở các nước Bắc Âu trong thời Trung cổ, và do đó, việc xây dựng bức tường thành phố là minh chứng cho tầm quan trọng thương mại của Visby trong thời gian này. Ở Thụy Điển thời trung cổ, chỉ có Stockholm, Kalmar và Visby có tường thành.